# Digitální pero

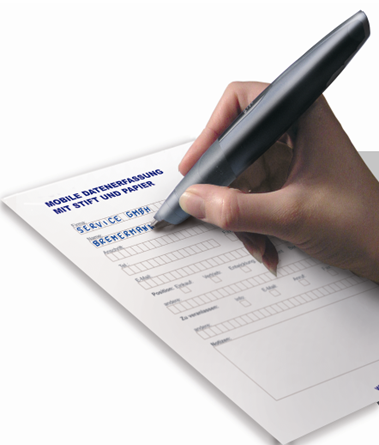
Vyplňování formulářů pomocí digitálního pera

Digitální pero je nová technologie, která výrazně urychluje registraci a zpracování dat. Na první pohled vypadá jako běžné propisovací pero, ale nabízí mnohem víc. Kromě vyměnitelné náplně, která umožňuje běžné psaní na papír, skrývá uvnitř i minikameru, která registruje jakýkoli pohyb pera. Údaje jsou tedy zachyceny nejen na papíře, ale jsou zároveň uloženy i v interní paměti, která pojme až 100 stran formátu A4. Pomocí mobilního telefonu s funkcí Bluetooth nebo pomocí USB-kolíbky lze zaznamenané informace přenést do počítače, kde jsou okamžitě připraveny k dalšímu zpracování.

## Digitální pera
Pro digitální sběr dat je potřeba jen digitální pero nebo v některých případech i speciální papír s mikrorastrem:
- Nokia SU-1B (CeBIT 2003), pracuje na principu „mikrorastrovaného papíru“, který minikamerka v peru využívá pro detekci pohybu pera a přes Bluetooth přenáší do mobilu. Lze psát i na dosud používané formuláře, které jsou náležitě upraveny – potištěny rastrem) bylo to asi jedno z prvních podobných zařízení, ale s 1MB paměti a výdrží 2 hodiny na baterie nenašlo většího rozšíření
- Logitech IO1 a novější IO2 a novější s kamerkou (pracuje na principu snímání mikrorastru z povrchu speciálního papíru jako Nokia, ale o přenos se dále stará snímač připojený kabelem k PC – verze s/bez Bluetooth), vypracovanější software i možnosti využití, novější technologie než Nokia, pero si našlo svoji klientelu.
- Note taker a další po roce 2006 (nový princip fungování: infra snímač pohybu umístěný klipem k horní hraně obyčejného papíru snímá pohyb pera po papíře, nebo i LCD či monitoru) – došlo k odlehčení a osvobození nároků na digitální pero, díky externímu snímači a jinému principu snímání se mnohonásobně zvýšila kapacita baterie i paměti (cca 100 stran A4)
- iMobile Note Taker, Digital Pen Pegasus a další novější – přidávají vylepšení funkcionality, umožňují snímání pohybu i ve vzduchu(?) a citlivost přítlaku pera (1024 stupňů). Při nalistování již založené strany není problém doplnit další poznámku do existujícího zápisu a mnohá další vylepšení.

Všechny typy digitálních per jsou vybaveny software aplikací, které se velmi liší kvalitou a možnostmi (prostý manager pro převod dat do PC, nebo další zpracování: OCR, textové komentáře nebo grafická editace a psaní do obrázku, konverze do dalších formátů, např. rozšířený JPG, mailování atd.)
Pořizovací náklady se pohybují v závislosti na využitém principu snímání od 1500 Kč za nové typy se snímačem a o něco menší přesností než typy s minikamerkou a rastrovaným papírem, kde se cena šplhá od 3500 do 11 000 Kč.

## Oblasti použití
Digitální pero je vhodné pro všechny oblasti činnosti, jeho výhody však nejvíce ocení studenti na jednoduché uchování záznamů z přednášek, firmy, které pracují s formuláři v terénu, tedy mimo sídlo budovy (např. stavební firmy, pojišťovací a bankovní společnosti, zdravotní záchranná služba apod.). Jedná se např. o:
- smlouvy, cestovní zprávy, zprávy o návštěvě, protokoly z veletrhů
- dodací a přepravní listy, průvodky
- bezpečnostní protokoly, kontrolní seznamy, seznamy evidence
- protokoly rychlé záchranné služby, karty pacientů
- protokoly o údržbě a opravách
- výkazy práce, evidence pracovní doby atd.

## Výhody digitálního pera
Digitální pero přináší řadu zjednodušení a zefektivní jakoukoli činnost. Při používání digitálního pera odpadá ruční přepisování, nebo scanování. Dochází tedy k optimalizaci pracovní doby a ke zvýšení produktivity. Zkrátí se rovněž reakční časy kompetentních oddělení a sníží se riziko vzniku chyb. Digitální pero umožňuje plně integraci se stávajícími systémy a díky snadné implementaci není třeba pro zaměstnance pořádat složitá a nákladná školení. Digitální sběr dat výrazně sníží náklady (např. za kopie, poštovní a faxové služby, mzdové náklady apod.).